# Премия за прорыв в математике
«Премия за прорыв в математике» (англ. Breakthrough Prize in Mathematics) — ежегодная премия, присуждаемая за значительные (прорывные) достижения в области математики. Учреждена в 2013 году интернет-предпринимателями Юрием Мильнером (Mail.ru Group), Марком Цукербергом (Facebook), Сергеем Брином (Google), Джеком Ма (Alibaba Group). Размер премии установлен по $3 млн каждому лауреату, что сделало её крупнейшей в мире научной премией в области математики.
Первые пять лауреатов были выбраны Юрием Мильнером и другими учредителями после консультаций с экспертами. Со следующего года премия вручалась в основной номинации («За прорыв в математике») одному лауреату, а также введена номинация «Новые горизонты математики» (англ. New Horizons in Mathematics Prize), в рамках которой премия в размере $100 тыс. вручается нескольким учёным. С 2021 года также премия вручается женщинам-математикам в номинации «Новые рубежи», посвящённой памяти Мариам Мирзахани (1977—2017).

## Лауреаты

### 2015
- Максим Концевич — «за комплексный вклад в целый ряд областей математики, включая алгебраическую геометрию, теорию деформаций, симплектическую топологию, гомологическую алгебру и теорию динамических систем»[2][3][4]
- Саймон Керван Дональдсон — «за революционные инварианты четырёхмерных многообразий, открытые им ещё аспирантом, и за работы по изучению соотношения между понятиями устойчивости в алгебраической геометрии и в глобальной дифференциальной геометрии применительно к многообразиям Фано[англ.] и расслоениям»
- Джейкоб Лурье — «за вклад в основания высшей теории категорий и производной алгебраической геометрии (англ. derived algebraic geometry), за классификацию полностью протяжённых топологических квантовых теорий поля[англ.], а также модульно-теоретическую интерпретацию эллиптической когомологии[англ.]»
- Теренс Тао — «за прорывной вклад в гармонический анализ, комбинаторику, дифференциальные уравнения в частных производных и аналитическую теорию чисел»
- Ричард Тейлор — «за серию прорывных работ по теории автоморфных форм, включая вклад в доказательство теоремы о модулярности (бывшей гипотезы Таниямы — Симуры — Вейля), вклад в доказательство локальной гипотезы Ленглендса[англ.] для полных линейных групп, а также вклад в подтверждение гипотезы Сато — Тейта[англ.]»

### 2016
Основная номинация
- Ян Агол — «за вклад в маломерную топологию и геометрическую теорию групп, в том числе за работы по доказательству гипотезы Мардена[англ.], виртуальной гипотезы Хакена[англ.] и гипотезы о виртуальных расслоениях[англ.]»[5]

Новые горизонты математики
- Ларри Гут — «за остроумные и неожиданные решения ряда старых нерешённых проблем римановой геометрии, гармонического анализа, комбинаторной геометрии»
- Андре Аррожа Невиш[англ.] — «за выдающийся вклад в ряд ряд областей дифференциальной геометрии, включая работы по скалярной кривизне, геометрическим потокам[англ.], а также за совместное с Фернанду Маркишем (порт. Fernando Codá Marques) доказательство 50-летней гипотезы Уиллмора»
- Петер Шольце отказался от премии[6]

### 2017
Основная номинация
- Жан Бургейн — «за многочисленные исследования, включая работы в области анализа, комбинаторики, дифференциальных уравнений в частных производных, геометрии высших размерностей и теории чисел»[7]

Новые горизонты математики
- Мохаммед Абузаид (нем. Mohammed Abouzaid) — «за нахождение коксательных расслоений экзотических сфер, построение совместно с Паулем Зайделем (нем. Paul Seidel) обёрнутой категории Фукаи[англ.] и ряд других работ в области симплектической топологии и зеркальной симметрии»[8]
- Юго Дюминиль-Копен — «за блистательные решения множества ключевых проблем в теории вероятностей, в частности, связанные с критическим поведением моделей изингового типа»
- Бен Элиас (нем. Ben Elias) и Джорди Уильямсон — «за новаторские работы в области геометрической теории представлений, включая разработку теории Ходжа для зёргелевых бимодулей и доказательство гипотезы Каждана — Люстига для групп Коксетера»
- Кристофер Хэкон и Джеймс Маккернан — «за трансформационный вклад в бирациональную алгебраическую геометрию, в частности программу минимальных моделей во всех измерениях»

### 2018
Основная номинация
- Аарон Набер (нем. Aaron Naber) — «за труды в области геометрического анализа и римановой геометрии, в которых разработана новая мощная техника для решения открытых проблем, в частности, для многообразий с краем с кривизной Риччи»[9].

Новые горизонты математики
- Марина Вязовская — «за примечательные приложения теории модулярных форм к задачам упаковки шаров в отдельных измерениях»
- Чжан Вэй (кит. 张伟) и Юнь Чживэй (кит. 恽之玮) — «за глубокие работы по глобальной гипотезе Гана — Гросса — Прасада[англ.] и открытие геометрических интерпретаций для высших производных {\displaystyle L}-функций в полях функций»

### 2019
Основная номинация
- Венсан Лаффорг — «за вклад тектонических масштабов в ряд областей математики, в частности, в рамках программы Ленгледса для полей функций»[10][11]

Новые горизонты математики
- Ченьян Сюй (кит. 许晨阳) — «за значительные продвижения по программе минимальных моделей и приложениям к модулям алгебраических многообразий»
- Карим Адипрасито и Джун Хух — «за разработку (совместно с Эриком Кацем) комбинаторной теории Ходжа, обеспечивашей решение гипотезы Роты о логарифмической вогнутости»
- Кайса Матомяки (фин. Kaisa Matomäki) и Максим Радзивилл — «за фундаментальный прорыв в понимании локальных корреляций значений мультипликативных функций»

### 2020
Основная номинация
- Александр Эскин — «за революционные открытия в динамике и геометрии пространств модулей абелевых дифференциалов, включая совместное с Мирзахани доказательство „теоремы о волшебной палочке“»[12]

Новые горизонты математики
- Тим Остин (нем. Tim Austin) — «за значительный вклад в эргодическую теорию, прежде всего, за доказательство слабой гипотезы Пинскера»
- Эмми Мёрфи (англ. Emmy Murphy) — «за вклад в симплектическую и контактную геометрию, в частности, введение понятий слабосвязанных лежандровых подмногообразий (совместно с Мэтью Борманом и Яковом Элиашбергом), скрученных контактных структур в высших измерениях»
- Синьвэнь Чжуй (кит. 朱歆文) — «за работы в области арифметической алгебраической геометрии, включая приложения к теории многообразий Симуры и проблеме Римана — Гильберта для {\displaystyle p}-адических многообразий»

### 2021
Основная номинация
- Мартин Хайрер — «за преобразующий вклад в теорию стохастического анализа, в частности, за теорию структур регулярности в стохастических уравнениях в частных производных».

Новые горизонты математики
- Бгархав Бхатт[англ.] — «за выдающиеся работы по коммутативной алгебре и арифметической алгебраической геометрии, в частности, за развитие {\displaystyle p}-адических теорий когомологий».
- Александр Логунов — «за новую технику исследования решений эллиптических уравнений, и её применение к давним проблемам нодальной геометрии».
- Сон Сунь (кит. 孙崧) — «за прорывные работы по комплексной дифференциальной геометрии, в том числе за доказательство теорем существования для метрик Кэлера — Эйнштейна и связь с вопросами о модулях и особенностях».

Новые рубежи (памяти Мариам Мирзахани)
- Нина Хольден[англ.] — «за труды по случайной геометрии, в частности по лиувиллевой квантовой гравитации как масштабируемом пределе случайных триангуляций»
- Урмила Махадев (англ. Urmila Mahadev) — «за работы, посвящённые фундаментальным вопросам проверки результатов квантовых вычислений».
- Лиза Пиччирильо — «за решение классической проблемы — негладкости срезанного конвеевского узла».

### 2022
Основная номинация
- Такуро Мотидзуки — «за монументальный труд, приведший к прорыву в понимании теории расслоений с плоскими связностями над алгебраическими многообразиями, включая случай нерегулярных сингулярностей».

Новые горизонты математики
- Аарон Браун, Себастьян Салазар — «за доказательство гипотезы Циммера».
- Джек Торн — «за работы, преобразовавшие множество направлений в алгебраической теории чисел, в частности, за совместное с Джеймсом Ньютоном доказательство автоморфности всех симметрических степеней голоморфных модулярных новых форм».
- Яков Цимерман — «за выдающиеся работы по аналитической теории чисел и арифметической геометрии, включая прорывы в решении гипотез Андре — Оорта и Гриффитса».

Новые рубежи (памяти Мариам Мирзахани)
- Сара Пельюз (англ. Sarah Peluse) — «за вклад в арифметическую комбинаторику и аналитическую теорию чисел, в том числе в связи с полиномиальными шаблонами в плотных множествах».
- Хон Ван (кит. 王虹) — «за продвижения в решении гипотезы ограничения, гипотезы локального сглаживания и ряда связанных проблем».
- Илинь Ван (кит. 王藝霖) — «за новаторские и далеко идущие результаты по лёвнерской энергии[англ.] плоских кривых».

### 2023
Основная номинация
- Дэниел Спилмен — «за прорывной вклад в теоретическую информатику и математику, включая спектральную теорию графов, решение гипотезы Кадисона — Зингера, численную линейную алгебру. теорию оптимизации и теорию кодирования».

Новые горизонты математики
- Ана Караяни — «за разнообразный вклад в продвижении программы Ленглендса, в частности, за совместные работы с Петером Шольце по отображениям Ходжа — Тейта для многообразий Симуры и их приложений».
- Ронен Элдан — «за создание стохастического локализационного метода, благодаря которому достигнут прогресс в решении многих открытых проблем многомерной геометрии и многомерной теории вероятностей, включая проблему Бургейна и гипотезу Канана — Ловаса — Симоновица».
- Джеймс Мейнард — «за обширный вклад в аналитическую теорию чисел, в частности, проблему распределения простых чисел».

Новые рубежи (памяти Мариам Мирзахани)
- Мэгги Миллер (англ. Maggie Miller) — «за труды по теории расслоённых ленточных узлов и поверхностях в четырёхмерных многообразиях».
- Пак Чин Ён (кор. 박진영) — «за вклад в решение ряда крупных проблем пороговых и селекторных процессов».
- Фера Трауб (нем. Vera Traub) — «за улучшение приближений в ряде классических комбинаторных задач, включая задачи коммивояжёра и оптимальной топологии сети».

### 2024
Основная номинация
- Симон Брендле (нем. Simon Brendle) — «за вклад, преобразующий области дифференциальной геометрии, включая строгие геометрические неравенства, множество результатов по потокам Риччи и потокам средней кривизны, а также за доказательство гипотезы Лоусона[англ.] о минимальном торе на трёхмерной сфере».

Новые горизонты математики
- Рональд Бауэршмит (нем. Roland Bauerschmidt) — «за выдающийся вклад в теорию вероятности и развитие техники на основе групп перенормализации».
- Михаэль Грохениг (нем. Michael Groechenig) — «за вклад в теорию жёстких локальных систем и приложения {\displaystyle p}-адического интегрирования к зеркальной симметрии и фундаментальной лемме».
- Ангкана Рюланд (нем. Angkana Rüland) — «за вклад в прикладной анализ, в частности, анализ микроструктур в фазовых переходах между твёрдыми состояниями и теорию обратных задач».

Новые рубежи (памяти Мариам Мирзахани)
- Ханна Ларсон — «за продвижения в теории Брилля — Нётер[англ.] и геометрии пространств модулей кривых».
- Лора Монк — «за расширение представлений о случайных гиперболических поверхностях больших родов».
- Маюко Ямасита (яп. 山下真由子) — «за вклад в математическую физику и теорию индекса»

### 2025
Основная номинация
- Денис Гайцгори — «за фундаментальные работы и ряд прорывных результатов по геометрической программе Легнлендса и её квантовой версии; в частности, за разработку производной алгебраической геометрии и доказательство геометрической гипотезы Ленглендса для характеристики 0».

Новые горизонты математики
- Эвиан Гуинн — «за работы по конформной теории вероятностей, в которых изучены такие вероятностные объекты, как случайные кривые и случайные поверхности».
- Джон Пардон (англ. John Pardon) — «за важные результаты в геометрии и топологии, в частности, в симплектической геометрии и теории псевдоголоморфных кривых».
- Сэм Раскин — «за значительный вклад в недавний прогресс по геометрической программе Ленглендса, в том числе окончательное доказательство геометрической гипотезы Ленгледса для характеристики 0».

Новые рубежи (памяти Мириам Мирзахани)
- Сы Ин Ли — «за нахождение нового подхода к важной проблеме в рамках программы Ленгледса и сведение её к локальной задаче».
- Раджула Сривастава — «за прогресс в сложной области не стыке гармонического анализа и теории чисел, достигнутый благодаря ограничению числа точек решётки вблизи заданной гладкой поверхности, с важными приложениями к диофантовым приближениям в высших размерностях».
- Эван Тан (кит. 埃文·唐) — «за открытие квантовых алгоритмов машинного обучения и доказательство, что некоторый класс вычислений, ранее считавшийся экспоненциально превосходящим по скорости в квантовом варианте, принципиально осуществим со сравнимыми показателями на неквантовых компьютерах».